# Vem och vad
Vem och vad är en biografisk handbok över bemärkta finländare som utkom på svenska i Finland 1920–2010, med cirka fyra års mellanrum.
Den utgavs av Schildts förlag. Fram till 1992 hörde ett frågetecken till titeländelsen, mot slutet endast på försättsbladet. Den artonde upplagan från 2008 och den nittonde från 2010 omfattade drygt 3 800 personnotiser på ungefär 900 sidor. Universitetsvärlden och kulturlivet är välrepresenterade och det finns gott om notiser också om politiker. Däremot finns färre personer från nöjeslivet med. Innehållet baserar sig på uppgifter de biograferade själva lämnat ut; personer som inte lämnar ut uppgifterna finns inte med.